# Керована мова в машинному перекладі
Використання керованої мови в машинному перекладі зумовлює низку проблем.
На початковому етапі автоматизованого перекладу для правильного розуміння керованої мови необхідно чітко визначити її основні характеристики та відмінності між природною мовою.
Основна проблема машинного перекладу полягає в його лінгвістичній складності. Природна мова має високу багатозначність, тоді як система машинного перекладу передбачає моделювання мовних структур на основі лексичних і граматичних правил. Для мінімізації впливу зазначеної проблеми застосовуються різні підходи, зокрема використання глосаріїв, орієнтованих на тематику відповідного тексту.

## Переваги використання керованої мови
Використання керованої мови сприяє створенню текстів, що вирізняються підвищеною читабельністю, вищим рівнем зрозумілості та покращеним рівнем засвоєння інформації. Крім того, такі тексти відрізняються підвищеною лексичною точністю та забезпечують стилістичну однорідність. Серед причин упровадження керованої мови варто виокремити такі:
- Документи, які є більш читабельними та зрозумілими, покращують зручність використання продукту
- Керована мова формує об’єктивні та структуровані засади в комунікативному середовищі, яке зазвичай позбавлене чітких структурних рамок і відзначається високим рівнем суб’єктивності.
- Використання керованої мови сприяє впровадженню стандартизованих підходів у контекстах, які характеризуються високим рівнем суб'єктивності та відсутністю чіткої структурованості.
- Технологічні рішення, створені зі застосуванням керованої мови, сприяють автоматизації редагування і забезпечують об'єктивні критерії оцінювання якості в процесі створення тексту.
- Керована мова зі структурно визначеними правилами забезпечує створення вихідних документів із вищим ступенем стандартизації, що забезпечує високий рівень збігів у системі пам'яті перекладів і сприяє зменшенню витрат на переклад.
- Керована мова, розроблена спеціально для машинного перекладу, підвищує якість перекладів, згенерованих засобами машинного перекладу та скорочує часові та ресурсні витрати на постредагування з боку перекладачів.

## Керована мова та переклад
Однією з ключових проблем для організацій, які прагнуть оптимізувати витрати часу й ресурсів на переклад, залишається значна частка неперекладених сегментів у вихідних документах — навіть за умови інтеграції систем керування контентом і технологій пам’яті перекладів.. Попри можливість обробки контенту на рівні речень або сегментів, відповідно до сучасних практик, оптимальним підходом визнається тематичне групування інформації. Такий підхід забезпечує повторне використання контенту на вищому рівні деталізації.

## Зовнішні посилання
- Мова та стандарти перекладу контролюються машинним перекладом .
- Довідник перекладів .